# Fiordo di Lallemand
Il fiordo di Lallemand è un fiordo che costeggia la costa nord-orientale della penisola Arrowsmith, separandola dalla penisola Pernik, sulla costa occidentale della Terra di Graham, in Antartide. Il fiordo inizia presso il ghiacciaio Sharp e si snoda, in direzione sud-nord, per circa 48 km, prima di sfociare nello stretto Crystal, dove entra tra l'isola Roux e punta Holdfast. All'interno del fiordo, o comunque delle cale che lo costeggiano, come ad esempio la cala di Salmon, si riversano diversi flussi glaciali, tra cui quello dei ghiacciai Wilkinson, Dabrava e Sölch, da ovest, e quello dei ghiacciai Brückner e Antevs, da sud-est.

## Storia
Il fiordo di Lallemand fu scoperto e mappato nel 1909 durante la seconda spedizione antartica comandata dal francese Jean-Baptiste Charcot, svoltasi dal 1908 al 1910, il quale lo battezzò con il suo attuale nome in onore del geografo e geofisico francese Charles Lallemand, membro del Bureau des longitudes e della commissione scientifica della suddetta spedizione.